# (17991) Joshuaegan
(17991) Joshuaegan est un astéroïde de la ceinture principale d'astéroïdes.

## Description
(17991) Joshuaegan est un astéroïde de la ceinture principale d'astéroïdes. Il fut découvert le 12 mai 1999 à Socorro (Nouveau-Mexique) par le projet LINEAR. Il présente une orbite caractérisée par un demi-grand axe de 2,29 UA, une excentricité de 0,09 et une inclinaison de 2,6° par rapport à l'écliptique.

## Compléments